# Efektywność rolnicza
Efektywność rolnicza (agronomiczna) – jest miarą, która określa produkcyjną skuteczność nawożenia. Efektywność rolnicza jest to przyrost plonu w kg na 1 kg azotu, zastosowanego w nawozach. Stosowany nawóz stanowi pewien, dowolny przedział między dwiema dawkami składnika. Wyraża się wzorem:
{\displaystyle R={\frac {y_{n}-y_{n-1}}{N_{n}-N_{n-1}}},}
gdzie:
{\displaystyle y_{n}} – plon ziarna przy dowolnej dawce azotu,
{\displaystyle y_{n-1}} – plon ziarna przy mniejszej (poprzedniej) dawce azotu,
{\displaystyle N_{n}} – dawka azotu dla uzyskanego plonu {\displaystyle y_{n},}
{\displaystyle N_{n-1}} – dawka azotu dla uzyskanego plonu {\displaystyle y_{n-1}.}
Wielkość efektywności rolniczej zależy od: gleby, stanu plantacji, przedplonu, odmiany, ochrony lub jej braku, opadów zimowych oraz opadów i temperatury podczas wegetacji.
| Dawka N [kg/ha] | Plon suchej masy [t/ha] | Efektywność rolnicza | Efektywność rolnicza |
| --------------- | ----------------------- | -------------------- | -------------------- |
| 80              | 14,8                    | 80–120 kg            | 120–160 kg           |
| 120             | 15,6                    | 20                   | 52,5                 |
| 160             | 17,7                    | 20                   | 52,5                 |